# N1-acetilspermina
La N1-acetilspermina è una poliammina. L'enzima N1-acetilpoliammina ossidasi (numero EC 1.5.3.13) ne catalizza l'ossidazione con formazione di spermidina e H2O2. 